# Masashi Shimamura
Masashi Shimamura (島村 征志 Shimamura Masashi?,  nacido el 3 de junio de 1971 en Kumamoto) es un exfutbolista japonés. Jugaba de centrocampista y su último club fue el Nagoya Grampus Eight de Japón.

## Trayectoria

### Clubes
| Club                 | País  | Año         |
| -------------------- | ----- | ----------- |
| Nagoya Grampus Eight | Japón | ???? - 1995 |

## Palmarés

### Títulos nacionales
| Título             | Club                 | País  | Año  |
| ------------------ | -------------------- | ----- | ---- |
| Copa del Emperador | Nagoya Grampus Eight | Japón | 1995 |